# Црква Светог Саве у Барајеву
Црква Светог Саве у Барајеву, насељеном месту на територији Градске општине Барајево, подигнута је 2006. године и припада Епархији шумадијској Српске православне цркве.
Црква у Барајеву посвећена је спаљивању моштију Светог Саве на Врачару.